# Fédération Internationale de l’Automobile
Die Fédération Internationale de l’Automobile (Abkürzung: FIA) ist ein internationaler Dachverband von Automobilclubs und Motorsport-Vereinen mit Sitz in Paris. Der Verband wurde am 20. Juni 1904 in Deutschland in Bad Homburg vor der Höhe am Rande des Gordon-Bennett-Cup-Rennens als Association Internationale des Automobile Clubs Reconnus (AIACR) gegründet.
Das Ziel der Vereinigung ist die Förderung des Automobilsports und des internationalen Kraftverkehrs. Präsident ist seit dem 17. Dezember 2021 Mohammed bin Sulayem. Zuvor war ab Oktober 2009 der Franzose Jean Todt als Nachfolger des Briten Max Mosley Präsident, der 1993 den Franzosen Jean-Marie Balestre ablöste.

## Mitglieder
Die Organisation hat über 235 nationale Mitgliedsorganisationen in 148 Ländern, die über 80 Millionen Mitglieder repräsentieren.

### Mitglieder im deutschsprachigen Raum
Die nationale Sporthoheit und die Umsetzung der FIA-Vorschriften wird in Deutschland durch den Deutschen Motor Sport Bund, in Österreich durch die AMF und in der Schweiz durch Auto Sport Schweiz wahrgenommen. Diese Verbände haben bei der FIA den Status einer ASN (franz.: Autorité Sportive Nationale, Träger der nationalen Sporthoheit), dies ist gleichbedeutend mit dem Mitgliedsstatus „Sport“. Automobilclubs haben in der FIA den Mitgliedsstatus „Mobility“ (Deutsch: Verkehr).
| Land          | Mitgliedsorganisation                                   | Status          | ASN |
| ------------- | ------------------------------------------------------- | --------------- | --- |
| Deutschland   | Deutscher Motor Sport Bund                              | Sport           | x   |
| Deutschland   | Allgemeiner Deutscher Automobil-Club                    | Verkehr         |     |
| Deutschland   | Automobilclub von Deutschland                           | Verkehr         |     |
| Österreich    | Österreichischer Automobil-, Motorrad- und Touring Club | Sport & Verkehr | x   |
| Österreich    | Österreichischer Camping Club                           | Verkehr         |     |
| Schweiz       | Auto Sport Schweiz                                      | Sport           | x   |
| Schweiz       | Automobil Club der Schweiz                              | Verkehr         |     |
| Schweiz       | Touring Club Schweiz                                    | Verkehr         |     |
| Schweiz       | Zelt-Klub Zürich                                        | Verkehr         |     |
| Liechtenstein | Automobil-Club von Liechtenstein                        | Sport & Verkehr | x   |
| Luxemburg     | Automobil-Club von Luxemburg                            | Sport & Verkehr | x   |

## Geschichte

Logo der Vorgängerorganisation AIACR
(1904–1946)

Der Verband wurde am 20. Juni 1904 in Paris als Association Internationale des Automobile Clubs Reconnus (AIACR) gegründet, nachdem der Beschluss zur Gründung wenige Tage zuvor von den Automobilklubs der wichtigsten Rennsportnationen im Rahmen des Gordon-Bennett-Cup in Bad Homburg gefasst worden war.
Ab 1922 wurde die Zuständigkeit für den Motorsport an die Commission Sportive Internationale (CSI, seit 1970 FISA) übertragen.

Logo nach der Umbenennung in FIA
(1946–1987)

1946 wurde die Association Internationale des Automobile Clubs Reconnus (AIACR) umbenannt und trägt seitdem ihren bis heute bestehenden Namen Fédération Internationale de l’Automobile (FIA). Die 1922 ausgegliederte FISA wurde 1993 wieder in die FIA eingegliedert.
Der ADAC ließ zwischendurch seine Mitgliedschaft in den Jahren 2008/2009 ruhen, da der damalige Verbandschef Mosley Anfang 2008 in einen Sexskandal verwickelt war.
Die FIA ist die Dachorganisation des weltweiten Automobilsports und veranstaltet unter anderem die Weltmeisterschaften der Formel 1, die Rallye-Weltmeisterschaft (World Rally Championship WRC), die Tourenwagen-Weltmeisterschaft (World Touring Car Championship WTCC) und die ehemalige Sportwagen-Weltmeisterschaft.
Das Internationale Sportgesetz (ISG) wurde von der FIA erstellt und wird kontinuierlich von ihr gepflegt. Die wichtigen Anhänge im FIA-Regelwerk, insbesondere der Anhang J, sind Bestandteil des ISG.
Für die Umsetzung in nationales Sportrecht sind die jeweilige ASN (franz.: Autorité Sportive Nationale, Träger der nationalen Sporthoheit) zuständig.
2012 wurde die FIA provisorisch für die Dauer von zwei Jahren vom IOC anerkannt, und dann auf dem Treffen des IOC-Exekutivkomitees vom 7. bis 10. September 2013 in Buenos Aires vollständig anerkannt.

## FIA-Weltmeisterschaften
Nicht jede Meisterschaft, die von der FIA ausgetragen wird, darf sich auch als FIA-Weltmeisterschaft bezeichnen. Vielmehr müssen mehrere Kriterien erfüllt werden und die FIA zu der Überzeugung gelangen, dass eine solche Kategorisierung im Interesse des Sportes ist. Neben der Pflicht, Untersuchungen der FIA zuzulassen, ist hierfür insbesondere ein Kriterium, dass innerhalb einer Saison Rennen auf drei verschiedenen Kontinenten stattfinden oder dass, wenn es sich um eine einmalige Veranstaltung handelt, zumindest auf drei verschiedenen Kontinenten Qualifikationsmöglichkeiten zu dieser Veranstaltung angeboten werden. Eine Ausnahme hiervon stellt die Saison 2019/20 dar, in der aufgrund der COVID-19-Pandemie die Voraussetzung, Rennen auf drei Kontinenten abzuhalten, nicht eingehalten werden muss, da viele Rennen aufgrund von staatlichen Gesundheitsmaßnahmen abgesagt werden mussten und es bereits eine Herausforderung sei, unter den Umständen überhaupt eine Saison durchzuführen.
- FIA Formel-1-Weltmeisterschaft
- CIK-FIA Kart-Weltmeisterschaft
- FIA Rallye-Weltmeisterschaft
- FIA Langstrecken-Weltmeisterschaft
- FIA Rallycross Weltmeisterschaft
- FIA Worldcup for Cross Country Rallys
- FIA Formel-E-Weltmeisterschaft (seit der Saison 2020/21)[12]

Die kurzzeitig von 2010 bis 2012 ausgetragene FIA GT1-Weltmeisterschaft hatte ebenfalls den offiziellen Status als Weltmeisterschaft inne. Zudem stellte die FIA Tourenwagen-Weltmeisterschaft bis 2017 eine offizielle Weltmeisterschaft dar, bevor sie im Zuge von Umstrukturierungen diesen Status verlor.

## Weitere Meisterschaften
- FIA Formel-2-Meisterschaft
- FIA Formel-3-Meisterschaft
- FIA GT-Meisterschaft
- FIA GT3-Europameisterschaft
- FIA Tourenwagen-Europameisterschaft
- FIA Truck-Racing-Europameisterschaft
- FIA Dragster-Europameisterschaft
- FIA Rallycross-Europameisterschaft für Fahrer
- FIA Autocross-Europameisterschaft für Fahrer
- FIA Cup für alternative Energien
- FIA Europa-Bergmeisterschaft
- FIA International Hill Climb Challenge
- FIA European Hill Climb Cup
- FIA Interkontinental Drift Cup

### Rallye-Meisterschaften
- FIA Junioren-Rallye-Weltmeisterschaft
- FIA Produktionswagen-Rallye-Weltmeisterschaft
- FIA Rallye-Europameisterschaft
- FIA Rallye-Europacup (mehrere Regionen)
- FIA Afrikanische Rallye-Meisterschaft
- FIA Asien-Pazifik Rallye-Meisterschaft
- FIA Mitteleuropäische Rallye-Meisterschaft
- FIA Naher Osten Rallye-Meisterschaft
- FIA Südamerikanische Rallye-Meisterschaft

### Historische-Meisterschaften
- FIA Historic Racing Championships – diese umfassen:
  - FIA Championship for Thoroughbred Grand Prix Cars
  - FIA Cup for Historic Grand Touring Cars
  - FIA European Challenge for Historic Touring Cars
  - FIA Lurani Trophy for Formula Junior Cars
- FIA Historic Rally Championship
- FIA Historic Regularity Runs
- FIA Historic Hill Climb Championship

## Fahrzeugklassen
Die FIA legt Fahrzeugklassen fest, um innerhalb des Verbandes für die jeweilige Fahrzeugklasse einheitliche Bestimmungen, insbesondere technische Bestimmungen, vorzugeben.
Die Fahrzeuge, die an den oben genannten FIA-Weltmeisterschaften teilnehmen dürfen, stellen in der Regel eine eigene Fahrzeugklasse dar.
Die bei den übrigen Wettbewerben der FIA eingesetzten Fahrzeuge werden darüber hinaus von dem Verband nach Anhang J Artikel 251 des Internationalen Sportgesetzes (ISG) offiziell in folgende Kategorien und Gruppen eingeteilt (Stand: Februar 2021):
| Kategorie I | Kategorie II | Kategorie III                                     |
| --- | --- | ------------------------------------------------- |
| - Gruppe N: Produktionswagen - Gruppe A: Tourenwagen - Gruppe R: Tourenwagen oder Großserien-Produktionswagen für Rallyes (seit 2009) - Gruppe E-I: Formelfreie Rennwagen - Gruppe T2: Seriengeländefahrzeuge 1 | - Gruppe R-GT: GT-Produktions-Fahrzeug - Gruppe GT3: Cup-GT-Fahrzeuge - Gruppe CN: Produktions-Sportwagen - Gruppe D: Internationale Formel-3-Rennwagen 2 - Gruppe E-II: Formelfreie Rennwagen - Gruppe T1: modifizierte Geländefahrzeuge 1 | - Gruppe F: Renn-LKW - Gruppe T4: Geländetrucks 1 |

### Ehemalige Fahrzeugklassen
Für folgende weitere Fahrzeugklassen hatte die FIA in der Vergangenheit Bestimmungen festgelegt, die jedoch mittlerweile nicht mehr gültig sind:
- Gruppe B: GT-Fahrzeuge (Kategorie I)
- Gruppe SP: Super Production-Fahrzeuge (Kategorie I)
- Gruppe 6: Sportprototypen bis 3 Liter Hubraum (Kategorie II)
- Gruppe 7: Sportprototypen über 3 Liter Hubraum (Kategorie II)
- Gruppe 8: E-Sportwagen (Kategorie II)
- Gruppe C: Rennprototypen (Kategorie II)
- Gruppe GT1: GT-Fahrzeuge (Kategorie II)
- Gruppe GT2: Serien-GT-Fahrzeuge (Kategorie II)

## Präsidenten
| Präsident                            | Zeitraum  |
| ------------------------------------ | --------- |
| Étienne van Zuylen van Nyevelt       | 1904–1931 |
| Robert de Vogüé                      | 1931–1936 |
| Jehan de Rohan                       | 1936–1958 |
| Hadelin de Liedekerke Beaufort       | 1958–1963 |
| Filippo Caracciolo di Castagneto     | 1963–1965 |
| Wilfrid Andrews                      | 1965–1971 |
| Amaury de Merode                     | 1971–1975 |
| Paul Alfons von Metternich-Winneburg | 1975–1985 |
| Jean-Marie Balestre                  | 1985–1993 |
| Max Mosley                           | 1993–2009 |
| Jean Todt                            | 2009–2021 |
| Mohammed bin Sulayem                 | seit 2021 |